# بیابان گیبسون

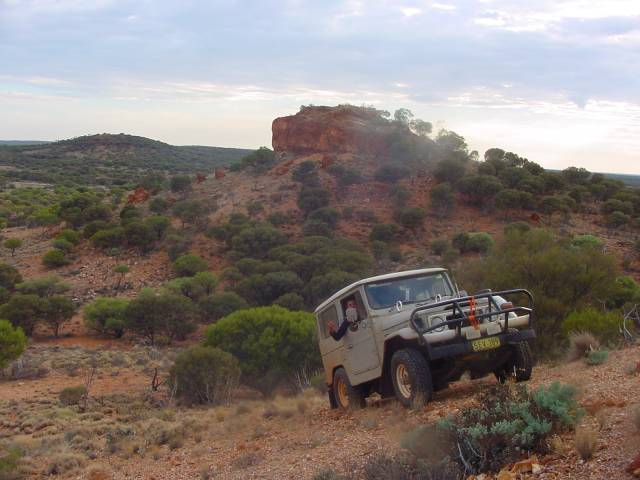
جیپی در بیابان گیبسون.

بیابان گیبسون (به انگلیسی: Gibson Desert) منطقه خشک بزرگی را در استرالیای غربی پوشانده است و از مناطق تقریباً «دست‌نخورده» استرالیا است.
مساحت این بیابان در حدود ۱۵۵،۰۰۰ کیلومتر مربع (۶۰،۰۰۰ مایل مربع) است، و پس از ویکتوریای بزرگ، شنزار بزرگ، تانامی، و بیابان سیمپسون، پنجمین بیابان بزرگ استرالیا به‌شمار می‌آید.
شن و ماسه قرمز این بیابان و هم‌چنین در نقاط مختلف، مناطق سنگی مرتفع آن، بیشتر با علف‌های صحرایی و بوته‌هایی به نام «مولگا» که از نوع اکالیپتوس هستند پوشیده شده‌است.
بارش در گیبسون به نسبت دیگر بیابان‌ها بالا است و معمولاً بین ۲۰۰-۲۵۰ میلی‌لیتر در سال قرار دارد اما میزان بارش در این بیابان بسیار غیرقابل پیش‌بینی است؛ علت آن هم رعد و برق و دنباله‌های توفان‌های گرمسیری است. دما در زمستان معمولاً میان ۱۸-۲۳ ° سانتی‌گراد و دمای این منطقه در تابستان بین ۳۴ تا ۴۲ درجه سانتی‌گراد متغیر است.
نام‌گذاری بیابان گیبسون توسط کاوشگری به نام ارنست گیلز صورت گرفته‌است. وی در یکی از تلاش‌هایش در سال ۱۸۷۴ برای رسیدن به سواحل غرب در امتداد خط تلگراف به این بیابان رسید و این بیابان را به نام همراه و همسفرش آلفرد گیبسون که در این سفر در صحرا گم شده و جان باخته‌بود نام‌گذاری کرد.